# Milan Savić (calciatore 1994)
Milan Savić (in serbo Милан Савић?; Belgrado, 4 aprile 1994) è un calciatore serbo, difensore del Grafičar Belgrado.

## Carriera

### Club
Il 15 luglio 2019 viene acquistato a titolo definitivo dalla squadra croata dell'Inter Zaprešić.

### Nazionale
Ha giocato nella nazionale serba Under-17.